# Ottavio Dinale
Ottavio Dinale, né le 20 mai 1871 à Marostica et mort le 7 mars 1959 à Rome, est un homme politique italien.

## Biographie
De 1907 à 1911, il fait paraître une revue intitulée La Demolizione. Il est l'une des têtes de l'Unione Sindacale Italiana.
Il fut un proche ami de Mussolini, au Popola d'Italia duquel il collabora.

## Œuvres
- Cammina fanciullo. Letture socialiste per le anime nuove, 1898.
- Critica e psicologia socialista, socialismo...socialista e socialismo...d'uomini, 1905.
- L'Epopea del Monte maledetto, 1922.
- La Rivoluzione che vince, 1934.
- Quarant'anni di colloqui con Lui, 1953.